# Nikolaus von Martiny
Nikolaus von Martiny (* 16. Oktober 1896 in Lemberg; † 6. Juni 1991 in Zürich) war ein österreichischer Offizier, Fabrikant und Kunstkeramiker.

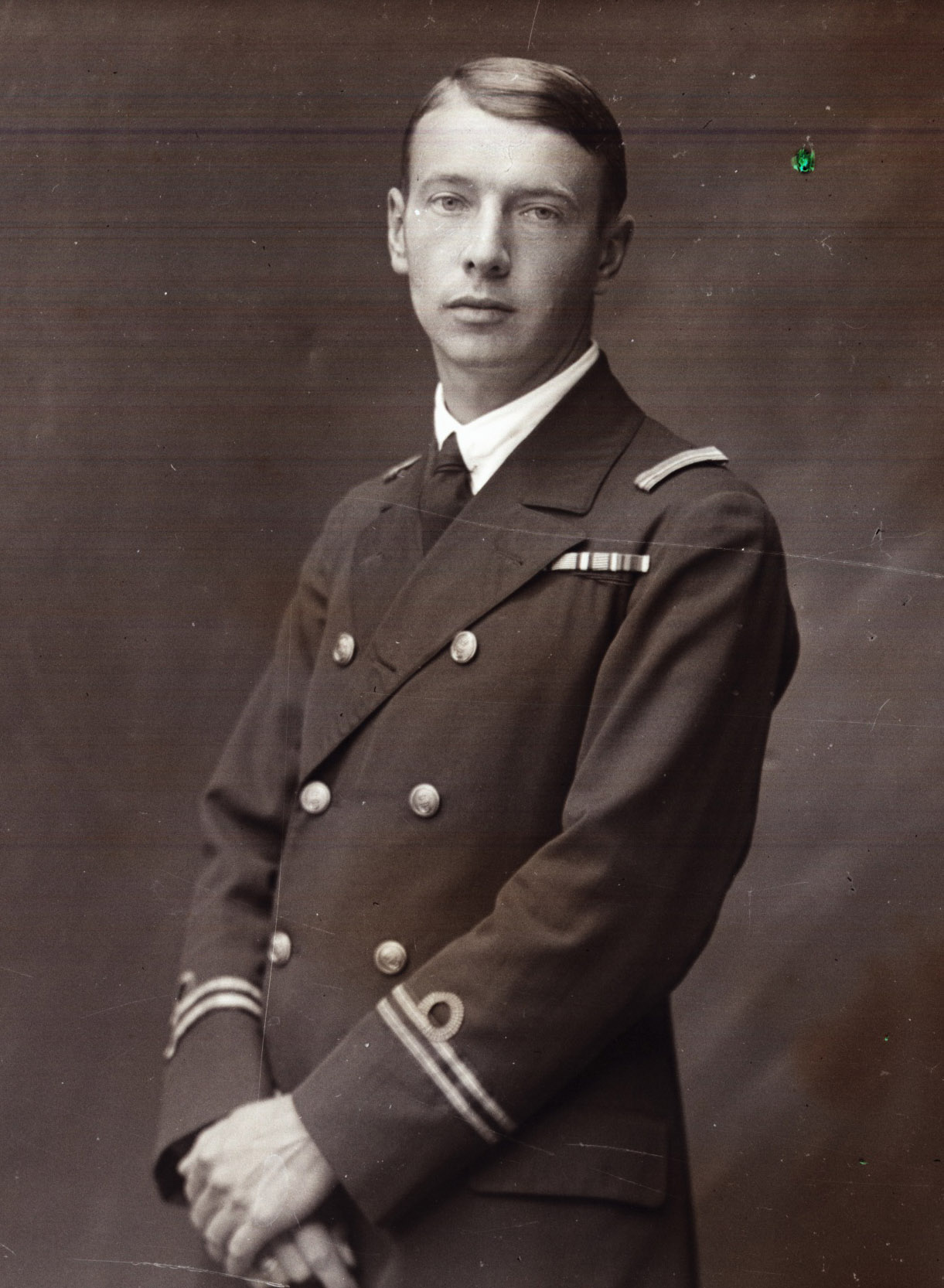
Nikolaus von Martiny in Marineuniform, Liezen 1928 (Fotostudio Eisler Liezen)

Während des Ersten Weltkriegs diente der aus einer ungarischen Adelsfamilie stammende Nikolaus von Martiny als Offizier in der österreichischen Marine, anschließend studierte er das Fach Keramik an der Ungarischen Akademie der bildenden Künste in Budapest. 1920 gründete er in Radstadt die Radstädter Kunst-Keramik Martiny. Nach dem Brand der Radstädter Keramikfabrik im Jahre 1924 übersiedelte Martiny nach Liezen, wo er die Alpenländische Kunstkeramik Liezen („AKK“) begründete, die 1928 – mit Martiny als technischem Leiter – in den Besitz der Firma Vasold überging. Diese produzierte in ihrer Frühphase vorwiegend figurale expressionistische Keramik und erzielte damit internationale Anerkennung und Auszeichnungen auf Ausstellungen.
Verheiratet war Martiny seit dem 28. Dezember 1921 mit der Künstlerin Margarethe von Holzhausen (1893–1976). Ihre gemeinsame Tochter, die Künstlerin Elisabeth Charlotte Martiny, wurde 1929 geboren. Die Familie bewohnte seit 1925 die Villa Kreuzhäusler in Liezen.
1939 publizierte Martiny das Werk Bilddokumente aus Österreich-Ungarns Seekrieg 1914–1918. Mit Schilderungen der wichtigsten Kampfhandlungen zur See unter Benützung in- und ausländischer amtlicher Quellen, Tagebuchaufzeichnungen und Berichte. 2. Bde. Leykam, Graz 1939.
Während des Zweiten Weltkriegs diente Nikolaus von Martiny seit 1941 als Kapitänleutnant in der deutschen Kriegsmarine. Nach 1945 zog Martiny in die Schweiz und gründete die Keramikwerkstatt in Kilchberg ZH.